# Проблемы прочности
«Проблеми міцності» (рос. «Проблемы прочности», англ. Strength of Materials) — міжнародний науково-технічний журнал у галузі міцності матеріалів та елементів конструкцій, механіки твердого деформованого тіла.
З року заснування журнал перекладається англійською мовою та видається в США видавництвом Kluwer Academic/Plenum Publishers під назвою «Strength of Materials».
9 червня 1999 р. журнал був внесений ВАК України до Переліку наукових фахових видань, в яких можуть
публікуватися основні результати дисертаційних робіт.
Зміст журналу розкривається в національній реферативній базі даних «Україніка наукова» та в Українському реферативному журналі «Джерело».